# Mario Oliveri
Mario Oliveri (ur. 22 stycznia 1944 w Campo Ligure) – włoski duchowny katolicki, biskup Albenga-Imperia w latach 1990-2016.
Święcenia kapłańskie otrzymał 29 czerwca 1968. W 1968 rozpoczął przygotowanie do służby dyplomatycznej na Papieskiej Akademii Kościelnej. W latach 1975–1978 pracował w Sekretariacie Stanu Stolicy Apostolskiej.
6 października 1990 papież Jan Paweł II mianował go ordynariuszem diecezji Albenga-Imperia. Sakry biskupiej udzielił mu 4 listopada 1990 kardynał Giovanni Canestri.
1 września 2016 papież przyjął jego rezygnację z kierowania diecezją.